# NGC 6870
NGC 6870 este o galaxie situată în constelația Telescopul. A fost descoperită în 7 iulie 1834 de către John Herschel. Se află la o distanță de 51,29 de megaparseci de Pământ.